# 恩里克·穆希卡
恩里克·穆希卡·埃尔索格（西班牙語：Enrique Múgica Herzog；1932年2月20日—2020年4月10日）是西班牙律师、政治家。1988年至1991年担任西班牙司法大臣。

## 生平
出生于圣塞瓦斯蒂安。父亲是巴斯克小提琴手，在内战期间去世。母亲是波兰裔犹太人。他在马德里大学就读法律专业，期间带头成立了大学生青年作家笔会，投身于佛朗哥独裁政权的抵抗运动，被当局逮捕审讯，并遭到监禁。在先后4次入狱后，于1963年加入西班牙工人社会党。
佛朗哥去世后，西班牙迎来民主转型时期。他在1976年12月西班牙工人社会党第二十七届全国代表大会中入选联邦执行委员会委员。同年在大选中当选议员，代表吉普斯夸选区。作为工人社会党政治关系部书记，他反对工人社会党与民主中間聯盟组建联合政府。他支持西班牙与以色列发展友好关系，促成了1986年两国建交。1984年6月率领代表团访华，与胡启立和姬鹏飞等领导人会晤。
1988年7月在改组内阁中出任司法大臣。1991年7月辞职。
1996年2月6日，他的弟弟费尔南多·穆希卡在塞瓦斯蒂安的大街上被恐怖组织埃塔人员杀害。
他于2020年4月10日因2019冠状病毒病去世。

## 荣誉
- 大十字级圣雷蒙多·德佩尼亚福特勋章（1993年）[9]
- 大十字级卡洛斯三世勋章（1993年）[10]